# Известия на Българското географско дружество

## История
„Известия на Българското географско дружество“ е най-старото българско научно списание на географска тематика, орган на Българското географско дружество от 1933 г.
В развитието на списанието ясно се обособяват три периода: първи период 1933 – 1943 г.; втори период 1953 – 1993 г.; трети период 2018 – 2020 г.
Началото на първия период от развитието на списанието се бележи от издаването на юбилейния сборник, посветен на 35-годишнината на научната дейност на проф. Анастас Иширков, който е отпечатан като първи брой на Известия на БГД. През първия период от развитието на списанието всяка година се издава по една книжка с 15 – 20 печатни коли (Батаклиев, 1942). В него публикуват всички видни български географи по онова време, специалисти от други области, извършващи изследвания по допирни с географията въпроси, както и редица чуждестранни учени (Векилска, 1989). Повечето от публикациите през този период се отличават с високо качество и сериозни научни приноси, като в определени случаи тези публикации се явяват и пионерни за някои направления в географската наука. През този период са издадени 10 книжки и общо 238 публикации (табл. 1). Краят на първия период е вързан с политическите промени, настъпили в страната след 1944 г., които засягат сериозно и дейността на дружеството, вследствие на което издаването на списанието е прекратено през следващите 10 години.
Вторият период в развитието на списанието започва през 1953 г. и се характеризира със силно политизиране на неговото съдържание, което е указано ясно още с първата публикация от новия брой (Нашите нови задачи, 1953). Промяната в редакционната политика е указана символично и с рестартирането на номерацията на книжките, като броят от 1953 г е означен като първи, а в скоби се дава номерът спрямо сноваването на списанието. В началото на този период прави впечатление нередовното издаване на списанието, което се случва на фона на активната издателска дейност на дружеството по това време. Б. Векилска (1989) отбелязва един интересен факт за издаването на първия том през 1953 г. със средства, събрани от лични вноски, който според нея говори за отношението на учените географи към дружеството. За периода 1956 – 1963 г. излизат само три броя на списанието. Едва след 1964 г. неговото издаване се стабилизира и става ежегодно. За периода до 1993 г. са издадени 28 броя с общо 584 публикации. Краят на този период е свързан с третата сериозна криза в развитието на дружеството, което е свързано с драстично намаляване на финансовите ресурси вследствие на прекратените държавни субсидии и спад в събираемостта на членския внос след 1989 г. (Петров и Недков, 2014). Резултатът от това е спирането на издаването на списанието след 1993 г., а след 2001 г. и дружеството юридически престава да съществува.
Третият период е свързан с възстановяването на дейността на БГД през 2014 г., като през първите години след това усилията са насочени към организационното укрепване на дружеството. Началото на този период се бележи от две символични събития през 2018 г. – БГД отбелязва 100-годишния си юбилей, а географската общност чества 150-годишнината от рождението на основателя на географската наука в България проф. Анастас Иширков. Първият брой, който излиза през тази 2018 г. е посветен на 60-та годишнина на един от най-видните географи в момента – проф. А. Попов. С възстановяването на издаването на списанието е възстановена и оригиналната номерация на броевете, започваща от 1933 г., като е премахната практиката за поставяне на тези номера в скоби, въведена по политически причини през 1953 г. Така първият брой от този период е обозначен с номер 39, което отговаря на поредния номер на списанието от неговото основаване. Макар и кратък, този период се характеризира със засилена публикационна активност, като за първи път от основаването си списанието публикува повече от един брой годишно. За тези три години са публикувани пет броя с общо 91 публикации.

## Редакционна колегия
Редакционната колегия на „Известия на Българското географско дружество“ е основният управителен орган на списанието, който определя редакционната политика и се занимава с въпросите по неговото издаване. Съставът, числеността и разпределението на функциите на членовете на колегията през годините е променлив.

### Първи период (1933 – 1943)
През първия период (1933 – 1943 г.) от развитие на списанието на практика редакционна колегия не съществува. За пръв път редакторът се посочва в том 6/1938 г. без да се уточнява дали той е главен редактор, има ли заместници и помощници. По данни на Стефанов (2008) редакторската дейност по първите 5 тома се извършва от Иван Батаклиев, който е основател на списанието и председател на дружеството. Редактори на том 6 – 10 са Гунчо Гунчев, Димитър Яранов, Живко Гълъбов, Любомир Динев и Иван Батаклиев. Единствен сред тях Живко Гълъбов участва в съставянето на повече от един брой (том 8 и 9), като по втория работи съвместно с Любомир Динев. Според информацията на титулните страници на книжките всички останали редактори са работили самостоятелно.

### Втори период (1953 – 1993)
През втория период (1953 – 1993 г.) вече е въведен терминът „Редакционна колегия“, като изрично след имената на членовете ѝ се посочва каква е функцията, която изпълняват. Обикновено за трима души се конкретизира ролята – главен редактор, зам. главен редактор и секретар. Освен тях за съставянето на отделните броеве са помагали различен брой членове на редакционната колегия. Главните редактори през този период са Живко Гълъбов (том 11), Анастас Бешков (том 12 – 16), Кирил Мишев (том 17), Тянко Йорданов (том 19 – 23), Игнат Пенков (том 24 – 35) и Тодор Христов (том 36 – 38). Техни заместници са съответно Михаил Мичев и Кирил Мишев (том 13 – 16), Михаил Мичев (том 17), Илия Иванов (том 19 – 23) и Милан Георгиев (том 24 – 38). Михаил Мичев и Милан Георгиев са единствените зам. главни редактори, които са замествали повече от един главен редактор, а Анастас Бешков е единственият главен редактор, който е имал едновременно двама заместници. Секретари на колегията са били както следва: Диню Канев (том 13 – 16), Митю Печевски (том 17), Димитър Димитров (том 19 – 23), Васил Даков (том 24 – 25), Иван Вапцаров (том 26 – 29), Марин Бъчваров (том 30 – 35) и Христо Ганев (том 36 – 38). Членове на редколегията, които не са изпълнявали ръководни функции са: Иван Велчев, Лука Зяпков, Здравко Демерджиев, Здравко Борисов и Марина Йорданова.

### Трети период (2018 –)
През третия период (след 2018 г.) за пръв път редакционната колегия има двама главни редактори: Климент Найденов и Стоян Недков. Съставът на редакционната колегия до голяма степен се припокрива със състава на управителния съвет на дружеството за двата мандата 2014 – 2018 и 2018 – 2021 г., като важна особеност е, че се търси балансирано участие както на представители от университетите и БАН, така и на столицата и страната. Колегията е съставена от редовни членове на БГД – представители на СУ, НИГГГ-БАН, ЮЗУ и ВТУ – специалисти в широк спектър от области на географското познание. Членове на редколегията и научни редактори по направления са: Ваня Стаменова (том 39 – 40), Георги Бърдаров (том 39 – 43), Георги Железов (том 39 – 43), Красимир Стоянов (том 39 – 40), Марияна Николова (том 39 – 43), Румен Пенин (том 39 – 43), Тони Трайков (том 39 – 42), Стелиян Димитров (том 40 – 43) и Димитър Симеонов (том 41 – 43). За том 39, 40 и 43 освен редовни членове на редакционната колегия, в съставянето на книжките участват общо 5-ма гост редактори: Стелиян Димитров и Ана Димитрова (том 39), Надежда Николова и Христина Проданова (том 40) и Мария Петрова (том 43). Технически редактор и отговорник за предпечатната подготовка на списанието е Христина Проданова (том 41 – 43). Съставител на корицата е Александър Гиков (том 39 – 43).
Редакционната колегия на списанието е с най-голям брой членове в третия период – средно с по 11 души състав, и с най-малък в първия период с по 1 редактор. През втория период два тома (24 и 25) са съставени с най-малък състав на колегията – 5 души, към които се включват главният редактор, заместникът и секретарят.

## Визия и приемственост на списанието
За своята 88-годишна история, списанието е претърпяло редица промени, които не подминават и неговата визия. Най-забележими са промените във формата и тиража на книжките, дизайна на корицата и на заглавните страници на статиите.

### Формат и тираж
През първи и втори период размерите на списанието са се посочвали в издателското каре в края на всеки брой. Формата, структурата и оформлението на книжките през първите два периода до голяма степен съвпадат. Това констатира и Стефанов (2009), като посочва конкретните размери и брой на печатните коли. Форматът на книжките в първия период е 65/92/16 (или около 22,5/15 cm за височина и ширина), а през втория период след том 14 е 60/90/16 (около 20/15 cm). С подновеното издаване на списанието през 2018 г. е въведен нов по-голям формат на книжките – 28/21 cm. Книжките в първи и втори период се печатат в държавни печатници: Държавна печатница (том 1), Придворна печатница (том 2), „Култура“ (том 3 – 7, 9 – 10), „Художник“ (том 8), Държавно издателство „Наука и изкуство“ (том 11 – 36), като през втория период БГД е получавало субсидия от държавата. Последните две книжки от втория период, преди издаването на списанието да прекъсне (том 37 – 38), са отпечатани от Университетското издателство на Софийския университет „Св. Климент Охридски“. В съвременния етап от развитието на списанието, то се отпечатва със средства на дружеството (от събран членски внос и дарения). С известни различия, тиражът на списанието през първите два периода се движи между 800 и 1000 бр. След 2018 г. той е значително намален (около 35 бр.), което се дължи и на въвеждането на нов основен начин на публикуване, разпространение и употреба на списанието – онлайн. Статиите в съвременния период на развитие (том 39 – 43) се публикуват онлайн в момента, в който са готови на официалния уебсайт на Българското географско дружество (http://geography.bg/publication/magazines). С въвеждането на този нов начин на публикуване, списанието получи международен сериен номер за електронно периодично издание (International Standard Serial Number): ISSN 2682-986X (Online). Лимитиран брой екземпляри се печатат за депозит в избрани библиотеки и за архив на Българското географско дружество под съществуващия сериен номер за печатно издание ISSN 0375-5924 (Print). Екземпляри от списанието се съхраняват в Националната библиотека „Кирил и Методий“ (НБКМ), регионалните библиотеки в Пловдив, Варна, Бургас, централните и/или специализирани географски библиотеки в Софийски, Великотърновски, Югозападен и Шуменски университети.

### Корица
Корицата е една от най-променяните части на списанието. Същевременно чрез запазване или повтаряне на определени нейни елементи успява да се постигне приемственост в дизайна ѝ през отделните периоди. През първия период (1933 – 1943 г.) корицата на списанието е семпла, без цветово оформление и лого, а основен елемент в нея са текстовете на паралелните заглавия на български, немски и френски език (фиг. 6.1 – 2). Размерът на заглавието на български език е с няколко пункта по-едър от тези на чуждите езици. В долната част на корицата са се изписвали градът, печатницата и годината на отпечатване. Номерацията на книжките е с римски цифри. През втория период (1953 – 1993 г.) корицата е видимо изменена – след том 15 са въведени цветен фон и лого. За кориците на отделните броеве са се използвали различни нюанси на жълто, зелено и кафяво. Най-широко употребявано е логото със стилизирана форма на глобус със стойка, което е разположено в долната част на предната корица (фиг. 6.4). Първата поява на логото е върху корицата на том 15 от 1965 г. Достоверни данни кой е авторът на логото няма, но може да предположим, че това е служителят на държавната печатница „Наука и изкуство“ Г. Кафеджийски, тъй като в издателското каре за художник на корицата е посочен именно той. За отделни книжки в този период (том 19 и 20) е използван стилизиран вариант на земното кълбо с осем вертикално ориентирани сегмента (фиг. 6.3). Заглавието на списанието през този период се изписва върху корицата единствено на български език. Номерацията с римски цифри се запазва, като в скоби са поставяни броевете от създаването на списанието, а извън тях – тези с начало 1953 г. През третия период (2018 – 2020 г.) корицата вече е трицветна в топли нюанси на жълто и кафяво, като логото от 1965 – 1993 г. практически не се използва. За пръв път в историята на списанието, неговото заглавие се изписва паралелно само на два езика – английски и български език. Информацията за поредния номер на книжката и годината ѝ на съставяне се запазва. В заглавието на английски език думата „Известия“ вече се превежда като “Journal”, което отразява в по-голяма степен научното съдържание на списанието за разлика от предходно употребяваното “Bulletin”. В средната част на корицата стои вариант на стилизираното земно кълбо от том 19 и 20, в чиито 8 сегмента за всеки отделен брой се поместват различни снимки, тематично обвързани с публикациите в броя. Този вариант на корицата е разработен от географа Александър Гиков. Шрифтовете, които са използвани в корицата и основно за изписване на заглавията през годините, са предимно серифни. Изключение правят брой 19 и 20 от втория период, в чиито заглавия е използван несерифен шрифт с преобладаващо главни букви. Общото между заглавията във всички периоди е, че винаги се е поставял акцент върху думата „Известия“. Този акцент се постига чрез прилагането на различни способи – изписване с по-едър шрифт и главни букви (валидно за всички периоди) и/или чрез употребата на различен цвят (в случая бял цвят през втория и третия период).

### Дизайн на статиите
Оформлението и структурата на статиите през първите два периода са почти идентични. Началните страници съдържат единствено заглавието на материала, фамилните имена на авторите, а понякога техните титли и града, в който работят (фиг. 7.1 – 4). В оформлението на основния текст не се забелязват установени норми за структуриране и номериране на отделните части, каквато е практиката по света. Нов елемент през втория период (след том 11) е изписването на заглавието, броя и годината на съставяне на книжката в горния колонтитул (header). Този елемент е запазен и през третия период, като е разширен с въвеждането на допълнителна информация за уебсайта и електронната поща на списанието (фиг. 7.5). Вляво се поставя логото на БГД, а във вдясно – стилизиран вариант на корицата. Нововъведените елементи абстракт, ключови думи и данни за авторите (т.нар. метаданни) се изписват на английски език и се поместват в горната половина на началната страница на статиите. На всяка следваща страница в горния колонтитул се изписват имената на авторите, заглавието на списанието, номерът на броя, годината и страниците, които обхваща материалът. Основният текст на статиите, за разлика от предходните периоди, се набира в две колони. Частично е въведена практиката за структуриране на текста на научните статии според съдържанието на основните му части, като се следва логичната последователност за „Въведение“, „Материали и методи“, „Резултати“ и „Заключение“.

## Технологично развитие

### Система за управление на статиите
описание на ARPHA и как работи, схема на редакционния процес – TBD

### Връзка с аудиторията на списанието: Социални мрежи
описание на страниците и начина на управленеи.. TBD

### Образователна дейност
описание TBD

## Старо за корекции/изтриване
В списанието се поместват научни приноси, рецензии, съобщения, книгопис, вести, очерци за починали български географи и др. Издава се в София в тираж 950 – 1000 броя.
I и IV брой са посветени на проф. Анастас Иширков, II брой – на проф. Жеко Радев, III брой – на членовете на IV Славянски географско-етнографски конгрес в София през 1936 г., VII брой – на Гунчо Гунчев, X брой е юбилейна книга за 25-годишнината на Българското географско дружество. Редактори на списанието са Гунчо Гунчев (бр. 6), Димитър Яранов (бр. 7), Живко Гълъбов (бр. 8), Живко Гълъбов и Любен Динев (бр. 9), Иван Батаклиев (бр. 10).
Издаването на списанието е възобновено през 2018 г. като е издаден том 39.